# Abades
Abades är en ort och kommun i provinsen Segovia i den autonoma regionen Kastilien och León i centrala Spanien. Orten ligger cirka 13,5 kilometer väster om Segovia. Kommunen har 859 invånare (2024), på en yta av 31,98 km².